# Gregory Hines
Gregory Oliver Hines (New York, 14 februari 1946 – Los Angeles, 9 augustus 2003) was een Amerikaans acteur en danser, door velen beschouwd als de beste tapdanser van zijn generatie.
Geboren in New York, leerde Hines op zeer jonge leeftijd tapdansen van zijn oudere broer Maurice Hines. Toen Gregory vijf jaar oud was begonnen hij en zijn broer professioneel op te treden als The Hines Kids, met name in het beroemde Apollo Theater in Harlem. Later, als The Hines Brothers maakten ze furore op onder meer Broadway. Gezamenlijk traden de broers op in de musical Eubie!.
Hines verscheen in films als The Cotton Club, White Nights (met Mikhail Baryshnikov) en Running Scared (met Billy Crystal). Op televisie was hij de hoofdpersoon in een serie shows uit 1997 die The Gregory Hines Show werden genoemd. Ook had hij regelmatig een aandeel in de serie Will and Grace.
Ook zong hij samen met Luther Vandross het duet "There's nothing better than love" en nam hij later een LP op die geproduceerd werd door Luther Vandross.
Hij werd genomineerd voor een Tony Award voor zijn bijdrage aan Eubie, Comin' Uptown en Sophisticated Ladies. In 1992 won Hines een Tony voor de musical Jelly's Last Jam. In 1995 acteerde hij samen met Whitney Houston en Angela Bassett in Waiting to Exhale.
Hines stierf op 57-jarige leeftijd aan de gevolgen van kanker in zijn woonplaats Los Angeles, Californië.
- Biblioteca Nacional de España: XX1113851
- Bibliothèque nationale de France: cb139859563 (data)
- Gemeinsame Normdatei: 124923372
- International Standard Name Identifier: 0000 0001 0902 850X
- Library of Congress Control Number: n82132250
- MusicBrainz: 13aaa140-a087-42c7-928d-5a158a514f49
- Nationale Bibliotheek van Tsjechië: xx0160555
- Nationale Bibliotheek van Israël: 987007445154905171
- Nederlandse Thesaurus van Auteursnamen: 07377846X
- SNAC: w6m910s6
- Système universitaire de documentation: 056912676
- Virtual International Authority File: 54341515
- WorldCat: E39PBJq6VKyPtCKfyRm9MMYdcP